# نفقة إعادة الإنتاج
تقوم نظرية نفقة إعادة الإنتاج على أساس إن القيمة تتحدد بنفقة أعادة الإنتاج (كلفة إعادة الإنتاج)، لا بنفقة الإنتاج أي (كلفة الإنتاج)، بمعنى إن قيمة السلعة لا تتحدد بما أنفق عليها بالفعل بل بما ينفق على مثلها في الوقت الحاضر.
فإذا تحسنت وسائل الإنتاج في الصناعة، فإن نفقة الإنتاج المعبرة كأساس لقيم الأشياء تتحدد بالنفقة الحاضرة.
كما لو حصل تحسين في أسلوب الزراعة نجم عنه انخفاض في نفقة الإنتاج فإن القيمة يفترض أن تنخفض أيضا، وعلى العكس، إذا تم زيادة الضريبة على المنتجات الزراعية زادت بدورها النفقة الأنتاجية وأرتفعت قيمتها.

## اقرأ أيضًا
- إيراد حدي
- عوائد السعة
- وحدة التكاليف
- تكلفة التخفيض الحدي
- التكلفة الكلية
- التكلفة المتوسطة
- تكلفة ثابتة
- تكلفة متغيرة
- النظرية الحدية